# Провулок Студентський (Дрогобич)
Провулок Студе́нтський — один із провулків міста Дрогобич. Простягається зі сходу на захід на 65 метрів. Початок бере від вулиці Раневицької.

## Назва
Назва утворена від слова «студент» — той, хто навчається у вищому або середньому спеціальному навчальному закладі. По ліву сторону провулка знаходиться Дрогобицький механіко-технологічний коледж

## Історія та забудова
Колись будівлі, що розташовані тут, належали до вулиці Раневицької. Пізніше йому надали окрему назву. На провулку є будівлі під № 1, 2, 4, 6, 8, 10. Забудова  — приватні садиби.

## Постаті
- Народився та провів дитячі роки Броварський Лев Рудольфович — український та радянський футболіст і тренер.